# فدراسیون بین‌المللی ربات-فوتبال

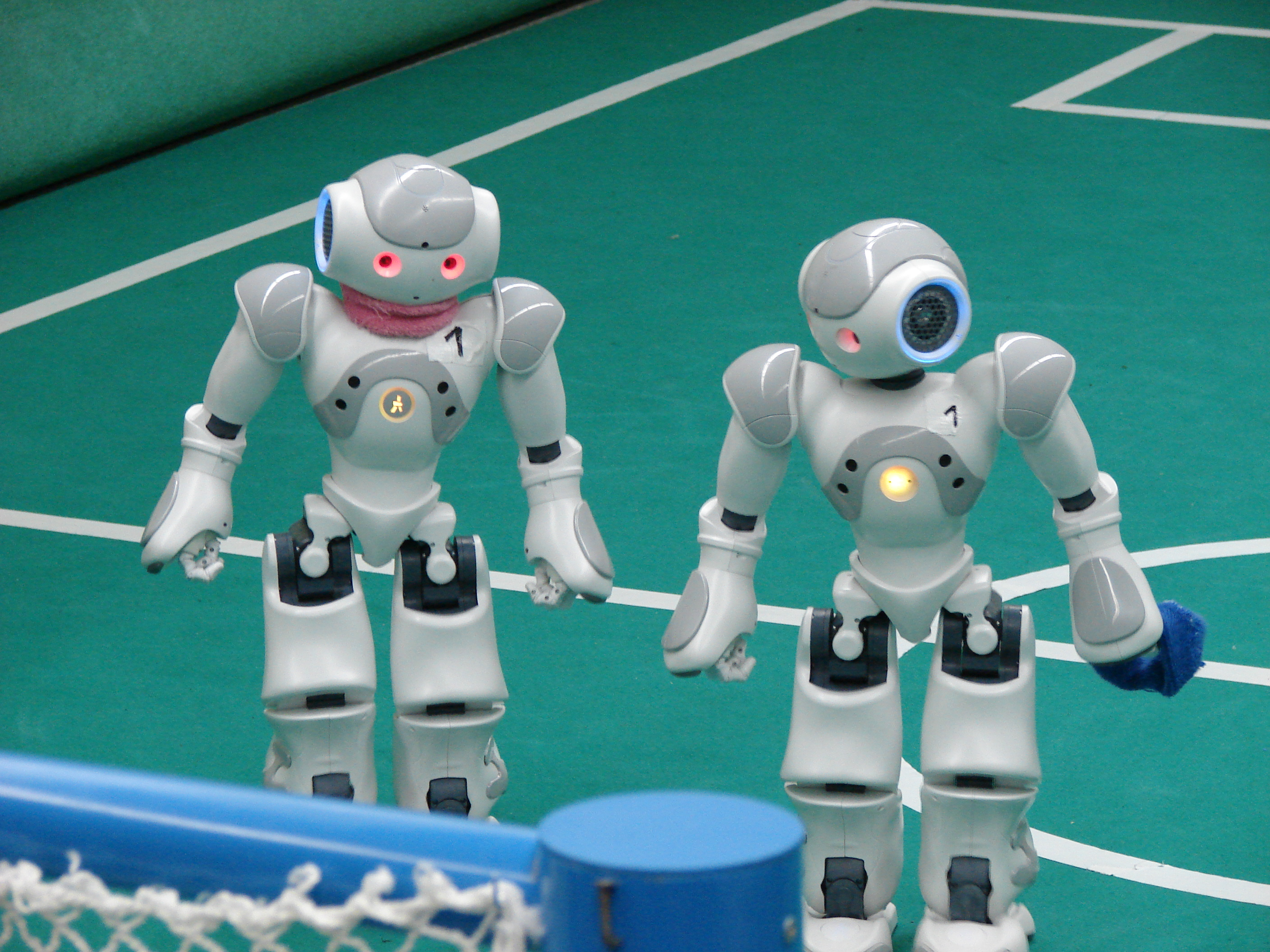
رقابت‌های فوتبال رباتیک

فدراسیون بین‌المللی ربات-فوتبال (انگلیسی: Federation of International Robot-soccer Association) یا به صورت کوتاه FIRA یک سازمان بین‌المللی است که رقابت‌های فوتبال -معمولاً ۵نفره- میان ربات‌های خودمختار را سازمان‌دهی می‌کند. 